# Remington (Virginia)
Remington is een plaats (town) in de Amerikaanse staat Virginia, en valt bestuurlijk gezien onder Fauquier County.

## Demografie
Bij de volkstelling in 2000 werd het aantal inwoners vastgesteld op 624.
In 2006 is het aantal inwoners door het United States Census Bureau geschat op 680, een stijging van 56 (9,0%).

## Geografie
Volgens het United States Census Bureau beslaat de plaats een oppervlakte van
0,6 km², geheel bestaande uit land. Remington ligt op ongeveer 107 m boven zeeniveau.

## Plaatsen in de nabije omgeving
De onderstaande figuur toont nabijgelegen plaatsen in een straal van 36 km rond Remington.